# دانشگاه روستوک
دانشگاه روستوک (به آلمانی: Universität Rostock) یکی از قدیمی‌ترین دانشگاه‌های آلمان در شهر روستوک است. این دانشگاه در ۱۴۱۹ تأسیس شد.
این دانشگاه یک دانشگاه دولتی است و پنج نفر از این دانشگاه موفق به دریافت جایزه نوبل شده‌اند. این دانشگاه عضو انجمن دانشگاهی اروپایی است و زبان تدریس آلمانی است.